# Gelasio I
Gelasio I (África romana- † Roma, 19 de noviembre de 496) fue el papa 49.º de la Iglesia católica de 492 a 496.
Considerado por muchos como el tercer papa de origen africano, su nacimiento en el norte de África es motivo de controversia entre los historiadores, ya que muchos de ellos lo sitúan en Roma. De lo que no cabe duda era de que sus padres sí eran de origen norteafricano.
Excomulgó al Patriarca Acacio de Constantinopla, que como monofisita defendía la doctrina de que en Jesucristo sólo estaba presente la naturaleza divina, sin la humana. Esta excomunión provocó el llamado cisma acaciano en el que el Patriarca constantinopolitano contó con el apoyo del emperador bizantino, Zenón.
Introdujo el rezo del «Señor, ten piedad» (Kyrie eleison) en la misa.
La postura teológica del papa quedó expuesta en su libro De duabus in Christo naturis (Sobre la naturaleza dual de Cristo).

## Separación de poderes
Políticamente, la excomunión era un ataque a los fundamentos del poder temporal del emperador de Bizancio. Gelasio I se sirvió de San Agustín para formular en 494 -basándose en las leyes romanas- la separación de poderes entre la esfera temporal y espiritual (lo que no significaba que estuviesen al mismo nivel). Esta fue la primera vez en plantearse esta cuestión que definiría una parte de la cultura occidental (ver agustinismo político, teocracia y cesaropapismo). Se basó en la figura bíblica de Melquisedec y en pasajes del Nuevo Testamento para establecer la distinción entre el poder de la Iglesia, auctoritas, y el del emperador, potestas. En el derecho romano la primera era superior a la potestas. 
Gelasio I debía eliminar la teoría del poder bizantino que se basaba en el Cesaropapismo. El cisma no duró mucho tiempo, aunque su teoría renació más tarde con el papa Gregorio VII bajo una forma más radical, en la que se demandaría no sólo la separación de poderes, sino la sumisión del poder de los reyes a la autoridad del papa.
En este contexto Gelasio dirigió una carta al emperador Anastasio I (491-518) en donde formulaba la doctrina de las dos espadas, entendida como la justificación de la superioridad de la potestad espiritual del papa sobre la temporal del emperador.

## Supresión de ritos paganos y herejías
Suprimió el antiguo festival romano de la Lupercalia, consagrado a la fertilidad y purificación. Este festival, que se realizaba en febrero, fue sustituido por otro similar en el que se celebraba la purificación y fertilidad de la Virgen María.
Gelasio I combatió el maniqueísmo instituyendo que la eucaristía se celebrase con pan y vino, bebida que los maniqueos consideraban impura. Como estos se consideraban cristianos, debieron abandonar la Iglesia. Con el maniqueísmo derrotado, la tradicional eucaristía con pan volvió a imponerse.
La fijación del Canon de las Escrituras ha sido atribuido tradicionalmente a este papa, que publicó en un sínodo romano en 494 la lista de libros.
A pesar de su breve pontificado (murió el 19 de noviembre de 496), fue uno de los más prolíficos escritores de entre los primeros papas. En sus numerosas cartas exponía su visión de que Roma —diócesis a su cargo— tenía primacía sobre los obispos de oriente.
Su festividad es el 21 de noviembre, el día de su entierro.